# Marcelle Deloron
 (juin 2015).
Marcelle Deloron est une artiste peintre française née à Colombes (Hauts-de-Seine) le 24 janvier 1928 et morte dans la même ville le 18 septembre 2021.

## Biographie
- Si vous ne connaissez pas le sujet, laissez ce bandeau (vous pouvez alors contacter les auteurs).
- Si vous supprimez le contenu mis en cause (vous pouvez préalablement contacter les auteurs),

argumentez précisément cette suppression dans la page de discussion
(un manque de référence n'est pas un argument ; une recherche réelle de référence doit avoir été effectuée, être formellement documentée).
Peintre figurative de la Jeune Peinture ou des Jeunes Peintres de la Nouvelle École de Paris, Marcelle Deloron, descendante d'une famille dont les ancêtres sont déjà présents à Colombes et Asnières au XVIe siècle, est la fille de mandataires en fruits et primeurs aux Halles de Paris. 
Dotée de dons précoces pour le dessin et la peinture elle est admise, après sa scolarité à l'école Jeanne-d'Arc de Colombes, en octobre 1943, à l'âge de 15 ans,  à l'École des Arts Appliqués Duperré, rue Dupetit-Thouars, dirigée à l'époque par J. Fressinet.  Tout en étudiant, elle aide ses parents dans leur travail.  
En novembre1948, elle est admise sous le n° 1467 à l'École des beaux-arts de Paris dans les ateliers d'Eugène Narbonne et de René Jaudon.  

### Le Prix de Rome 1949
Neuf mois après son entrée aux Beaux-Arts, elle obtient en juillet 1949, parmi 35 postulants dont d'anciens logistes, le second prix de Rome avec une toile intitulée "Quatuor de musiciens". Cette année là aucun 1er prix n'est décerné,. Comme l'écrit André Warnod dans Le Figaro du 8 juillet 1949  " [...] Mademoiselle Marcelle Deloron a groupé ses musiciens avec intelligence dans une gamme claire, de bleus, de jaunes, de bruns. C'est évidemment un art très jeune, mais non sans promesse et d'une simplicité sympathique [...]".
Elle est la troisième plus jeune lauréate depuis que des femmes ont été admises à concourir et la première à être distinguée aussi jeune en premier rang. 

### Lauréate de la Casa de Velazquez
- Si vous ne connaissez pas le sujet, laissez ce bandeau (vous pouvez alors contacter les auteurs).
- Si vous supprimez le contenu mis en cause (vous pouvez préalablement contacter les auteurs),

argumentez précisément cette suppression dans la page de discussion
(un manque de référence n'est pas un argument ; une recherche réelle de référence doit avoir été effectuée, être formellement documentée).
C'est aux Beaux-Arts qu'elle fait la connaissance de son futur époux, Jean Joyet (1919-1994), élève à l'atelier de Jean Dupas, lui préparant le prix Chenavard et elle le prix de Rome. Ils se marient  en 1951 à Colombes. Cette même année, celui-ci obtient le prix de la Casa de Velázquez, alors qu'elle obtient une bourse pour la villa Abd-el-Tif en Algérie. Elle suivra son époux à Madrid de 1951 à 1952. 
Après être rentrés en France pour la naissance de leur fils aîné Philippe, elle sera à son tour lauréate de la Casa de Velázquez (24e promotion 1953-1954,). Ils repartent donc avec lui pour Madrid et reviennent à nouveau en France en 1954 pour la naissance de leur second fils, Jean-François.  

### L'Espagne pour inspiration
Parlant couramment l'espagnol, Marcelle Deloron et Jean Joyet retournent  régulièrement plusieurs mois par an en Espagne entre 1955 et 1966. Ils parcourent le pays, La Castille, Tolède, l'Andalousie entre autres et y réalisent de nombreuses œuvres.  
En 1952, Marcelle Deloron devient sociétaire de la Société nationale des Beaux-Arts.
A Paris, le couple s'installe en 1952 dans un atelier 17, rue Paul-Albert à Paris sur la Butte Montmartre, à proximité du Sacré-Coeur.  Puis vient la naissance de leur fille Isabelle.
Marcelle Deloron continuera à peindre tout en s'occupant de sa famille, ce qui ralentit toutefois sa production artistique. Elle trouve maintenant son inspiration à Montmartre ou dans les paysages du Vexin à Oinville-sur-Moncient.
En 1961, elle reçoit la médaille des Beaux-Arts et en 1963 le prix Nillet de la Société Nationale des Beaux-Arts.
En 1965 Marcelle Deloron et Jean Joyet transfèrent leur atelier 7, rue Bachelet à Paris, toujours dans le quartier de la Butte Montmartre, puis à partir de 1985 à Colombes dans le quartier de la gare des Vallées à proximité de la Coulée Verte.
Marcelle Deloron ajoute à son activité artistique, une action concrète à la défense du patrimoine culturel pictural en soutenant une des premières l'action de l'Association des Amis du Peintre Geoffroy Dauvergne en vue de la réhabilitation des fresques que cet artiste a peint et elle organise à la Fondation Taylor à Paris en novembre 2004 une exposition en hommage à son époux Jean Joyet.
C'est dans sa maison à Colombes qu'elle décède en 2021. Elle est enterrée au cimetière ancien de Colombes. Elle est mentionnée dans un article du magazine Diacritik "Place des femmes dans la peinture" de Carine Chichereau paru fin 2021.

## Collections publiques
Allemagne
- Ville de Frankenthal.

Espagne
- Madrid, Casa de Velázquez.

France
- Colombes, musée municipal d'Art et d'Histoire.
- Paris :
  - École nationale supérieure des beaux-arts.
  - musée de Montmartre.

## Estampe
- 1959 : lithographie de Montmartre.

## Salons
- 1950 : Salon de la Société nationale des beaux-arts.
- 1952 : sociétaire de la Société nationale des beaux-arts.
- 1955 : Salon d'automne ; Salon de la jeune peinture.
- 1959 : expose tous les ans au Salon les amis des arts de Colombes.
- 1961 : Salon de la Société nationale des beaux-arts.
- 1962 : Salon des indépendants et de la Société nationale des beaux-arts.
- 1963 : Salon de Taverny.
- 1964 : Salon des femmes peintres.
- 1987 : Salon de la Société nationale des beaux-arts : La Passerelle de la Jatte (no 454) ; L'Île de la Jatte.

## Expositions
- 1951 : galerie la Maison des arts à Paris.
- 1953 : galerie la Maison des arts.
- 1963 : galerie Colin.
- 1966 : galerie Roussard à Paris, exposition « Prestige de Montmartre ».
- 2011 : exposition rétrospective de Jean Joyet et Marcelle Deloron à Saint-Victurnien organisée par la municipalité et l'Association Jade, du 16 juillet 2011 au 15 août 2011.

## Récompenses
- 1949 : premier second prix de Rome en peinture pour Le Quatuor.
- 1955 : prix des Amis de Montmartre, en partage avec Michel Patrix, prix remis par Edmond Heuzé au restaurant « À la Mère Catherine », Paris, en juin 1955[18].
- 1958 : prix des Amis de Montmartre, Francis Carco président d'honneur.
- 1961 : médaille des beaux-arts.
- 1963 : prix Nillet de la Société nationale des beaux-arts.